# Chikkammanahatti, Jagalur
Chikkammanahatti là một làng thuộc tehsil Jagalur, huyện Davanagere, bang Karnataka, Ấn Độ.